# Ellipeia
Ellipeia là chi thực vật có hoa trong họ Annonaceae.